# Janna Penny
Janna Penny es una deportista canadiense que compitió en lucha libre. Ganó una medalla de bronce en el Campeonato Mundial de Lucha de 1993, en la categoría de 65 kg.

## Palmarés internacional
| Campeonato Mundial | Campeonato Mundial | Campeonato Mundial | Campeonato Mundial |
| Año                | Lugar              | Medalla            | Categoría          |
| ------------------ | ------------------ | ------------------ | ------------------ |
| 1993               | Stavern (Noruega)  | Medalla de bronce  | 65 kg              |